# Quatre livres (chiisme)
 (juillet 2025).
Le contenu est difficilement compréhensible vu les erreurs de traduction, qui sont peut-être dues à l'utilisation d'un logiciel de traduction automatique.

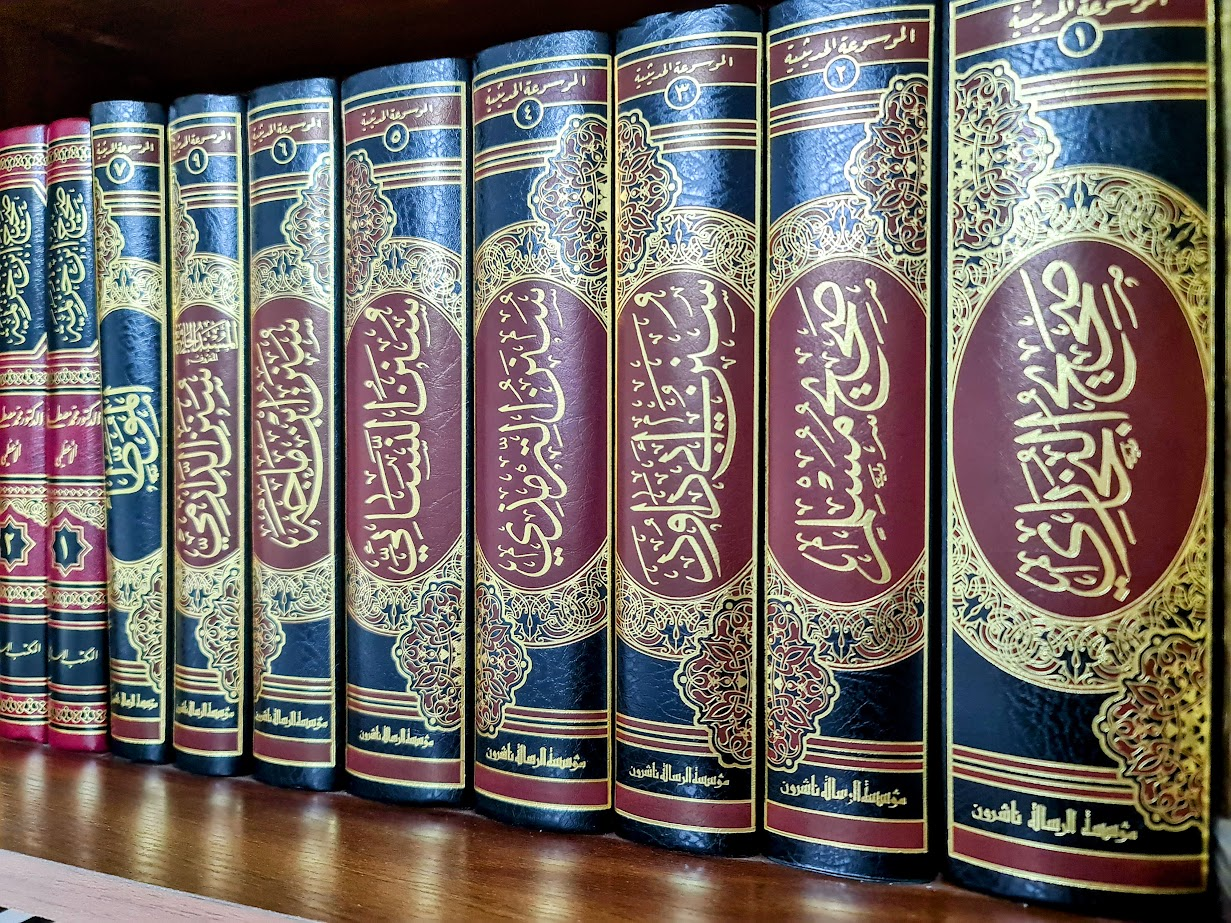
Les hadiths, recueils de tous les dires, faits et gestes de Mahomet.

Les quatre livres (en arabe : ٱلْكُتُب ٱلْأَرْبَعَة , al-Kutub al-ʾArbaʿah), ou Les Quatre Principes (al-Uṣūl al-Arbaʿah), est un terme issu du chiisme duodécimain faisant référence à leurs quatre collections de hadiths les plus connues: 
| Nom                       | Collectionneur                                  | Nombre de hadith |
| ------------------------- | ----------------------------------------------- | ---------------- |
| Kitab al-Kafi             | Muhammad ibn Ya'qub al-Kulayni al-Razi (329 AH) | 16,199           |
| Man La Yahduruhu al-Faqih | Muhammad ibn Babawayh                           | 9 044            |
| Tahdhib al-Ahkam          | Shaykh Muhammad Tusi                            | 13 590           |
| Al-Istibsar               | Shaykh Muhammad Tusi                            | 5,511            |

Les musulmans chiites utilisent des livres de hadiths différents de ceux utilisés par d'autres musulmans, qui récompensent les six principales collections de hadiths . Les pays chiites considèrent que de nombreux émetteurs sunnites de hadiths ne sont pas fiables, car beaucoup d'entre eux ont pris le parti d'Abou Bakr, Umar, Uthman et Ali au lieu de seulement Ali (et le reste de la famille de Muhammad) et la majorité d'entre eux ont été relatés par certaines personnalités qui ont mené la guerre contre Ahlul Bayt ou ont pris le parti de leurs ennemis comme Aisha qui a combattu Ali à Jamal, ou Muawiya qui l'a fait à Siffin. Hussain (petit-fils de Muhammad et fils d'Ali ibn Abi Talib) a été tué lors de la bataille de Karbala. Les traditions de confiance chiites transmises par les imams, les descendants de Mahomet par Fatima Zahra.  
Les quatre livres ont été loués par de nombreux, mais pas tous, des érudits chiites notables. Voici ce que certains ont dit: 
- Abd al-Husayn Sharaf al-Din al-Musawi a déclaré : "Al-Kafi, Al-Istibsaar, Al-Tahzeeb et Mun La Yahduruhu Al-faqeeh sont Mutawatirah et sont convenus de l'exactitude de son contenu (les Hadiths), et Al- Kafi est le plus ancien, le plus grand, le meilleur et le plus précis d'entre eux. «[Le livre d'Al-Muraja'aat (Un dialogue chi'i -sunnite), Muraj'ah n ° 110]
- Al-Tabarsi a déclaré : "Al-Kafi parmi les 4 livres chiites est comme le soleil parmi les étoiles, et qui avait l'air assez bien n'aurait pas besoin de remarquer la position des hommes dans la chaîne des hadiths dans ce livre, et si vous aviez l'air assez vous vous sentiriez satisfait et sûr que les hadiths sont fermes et précis. " [Mustadrak al-Wasail, vol. 3, p. 532]

## Voir également
- Liste des livres chiites
- Ali ibn Abi Talib
- Al-Hussein ibn Ali
- Fatima Zahra
- Ahl_al-bayt
- Man La Yahduruhu al-Faqih
- Al-Kafi
- Wasa'il al-Shia
- Al-Wafi
- Tahdhib al-Ahkam

## Remarques
1. ↑  Divided into Usul al-Kafi, Furu al-Kafi and Rawdat al-Kafi.